# Ignacy Lipczyński (ziemianin)
Ignacy Lipczyński (ur. ok. 1811, zm. 11 sierpnia 1872 w Bodzechowie) – poseł do Sejmu Krajowego Galicji I kadencji (1861–1867), właściciel dóbr.
Wybrany w III kurii obwodu Kraków, z okręgu wyborczego Miasto Kraków, na miejsce Antoniego Helcla, który złożył mandat po I sesji.